# Billet doux
Billet doux est une mini-série française en 6 épisodes réalisée par Michel Berny et diffusée en 1984.

## Synopsis
Accusé à tort de l'assassinat de son associé, un éditeur doit au prix de mille péripéties retrouver un billet de 500 francs qui lui permettra de faire la preuve de son innocence...

## Fiche technique
- Titre : Billet doux
- Réalisateur : Michel Berny
- Scénario : Michel Berny et André Ruellan
- Musique : Vladimir Cosma
- Producteur : Jacques Simonnet
- Direction artistique : Jean-Claude Mézières
- Société de production : Galaxy Films, Radio télévision luxembourgeoise, TF1, Technisonor et Télévision suisse romande (TSR)
- Société de Distribution : LCJ Éditions et Productions
- Pays :  France
- Langue : français
- Genre : comédie
- Durée : 6 épisodes de 52 minutes
- Tournage : 1983
- Date de diffusion : 1984
- Tous publics

## Distribution
- Pierre Mondy : Philippe Josper
- Delia Boccardo : Florence Marlieux
- Jacques Frantz : Inspecteur Toulet
- Lambert Hamel (en) (VF : Jean-Pierre Moulin) : Inspecteur Rousseau, dit La Roussette
- Gunter-Maria Halmer (VF : Pierre Arditi) : Canaveral
- Marie-Christine Descouard : Cerise
- Stefano Davanzati : Didier
- Gerard Hernandez : Vava
- Nathalie Courval : Sonia
- Michel Beaune : Le Commissaire
- Dominique Davray : Lucienne
- Christine Delaroche : Catherine
- Grace de Capitani : Pépette
- Jacques Legras : Max Boulon
- Ute Christensen : Jennifer
- Gérard Hérold : Mathieu Dervaux

## Autour de la série
Plusieurs musiques présentes dans la série ont été reprises de films où Vladimir Cosma avait déjà signé la musique (La Chèvre : la flute de pan lorsque le billet apparaît à l'écran, ou Je suis timide mais je me soigne : la course en Alpine A310).